# Gagliano del Capo
Gagliano del Capo is een gemeente in de Italiaanse provincie Lecce (regio Apulië) en telt 5401 inwoners (31-12-2011). De oppervlakte bedraagt 16,1 km², de bevolkingsdichtheid is 343 inwoners per km².
De volgende frazioni maken deel uit van de gemeente: San Dana en Santa Maria di Leuca. Daarnaast ligt in het gebied van de gemeente Baia del Ciolo, gekenmerkt door een hoge rotsachtige inham en zeegrotten van aanzienlijk historisch en landschapsbelang.

## Demografie
Gagliano del Capo telt ongeveer 1996 huishoudens. Het aantal inwoners daalde in de periode 1991-2001 met 1,8% volgens cijfers uit de tienjaarlijkse volkstellingen van ISTAT.
| Jaar | Inwoneraantal |
| ---- | ------------- |
| 1991 | 5764          |
| 2001 | 5660          |
| 2011 | 5401          |

## Geografie
De gemeente ligt op ongeveer 144 m boven zeeniveau.
Gagliano del Capo grenst aan de volgende gemeenten: Alessano en Castrignano del Capo.

## Galerij

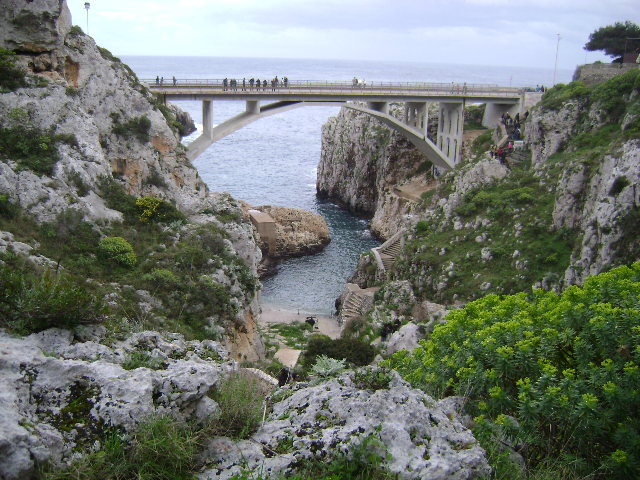
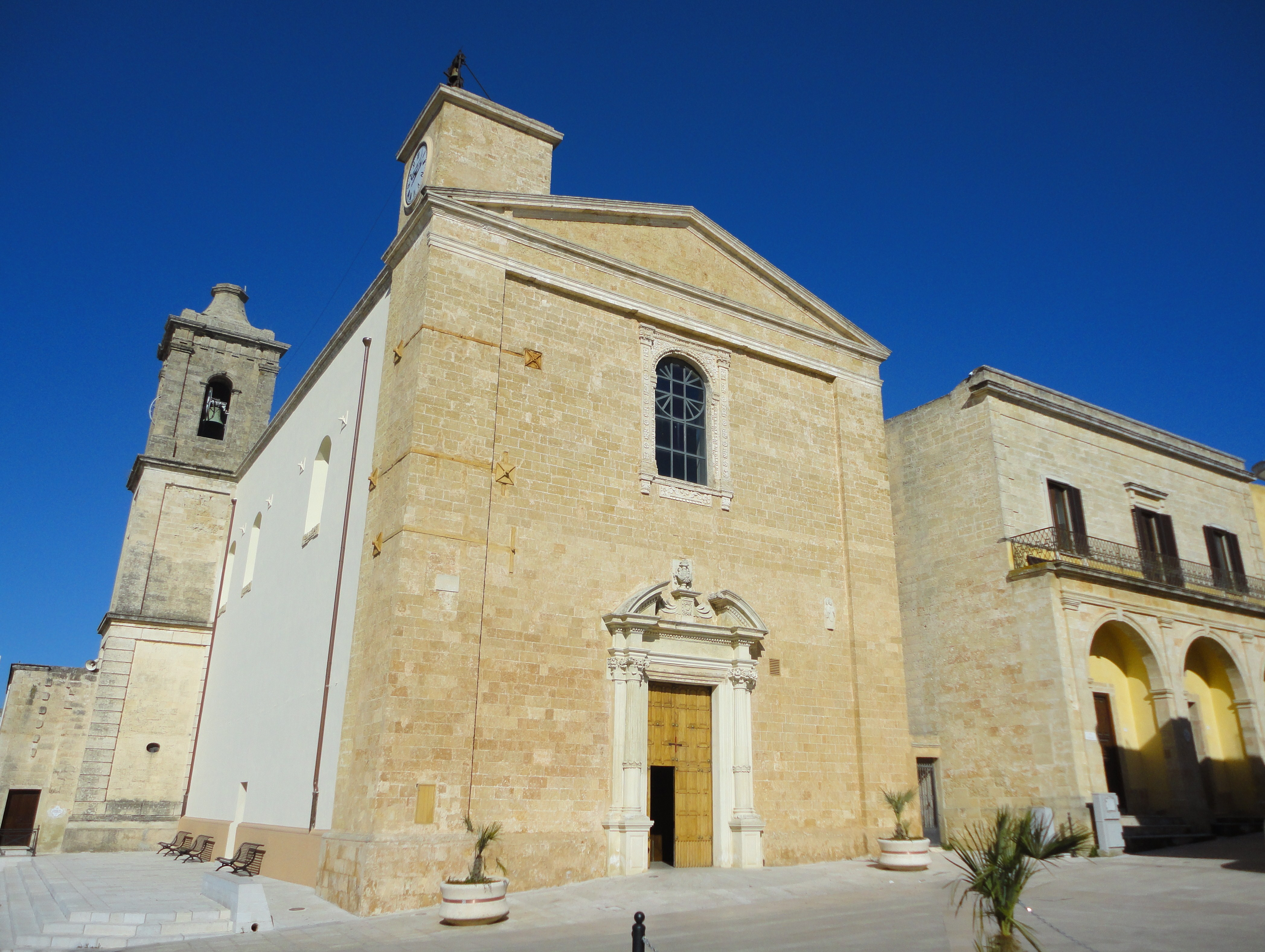
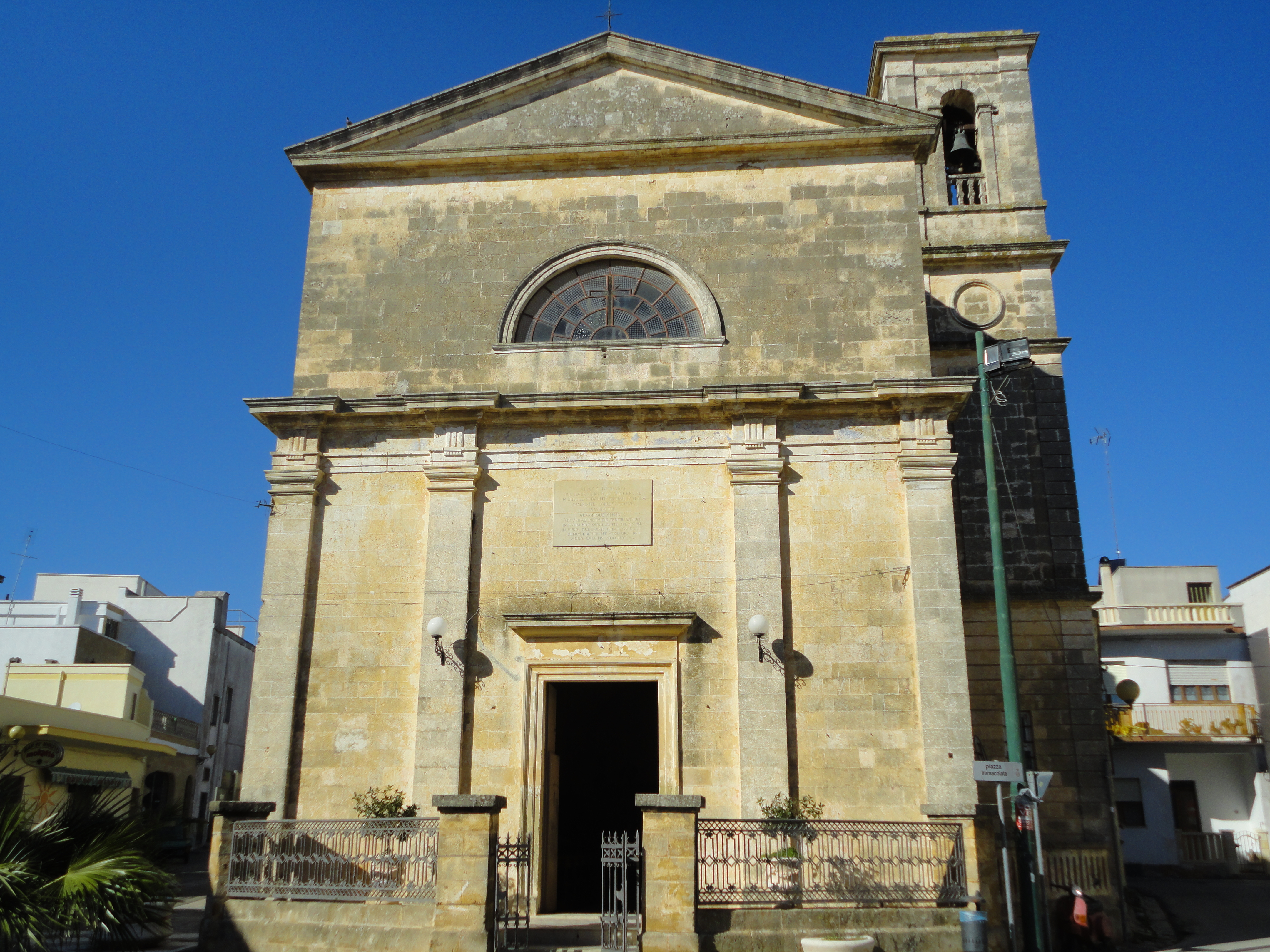
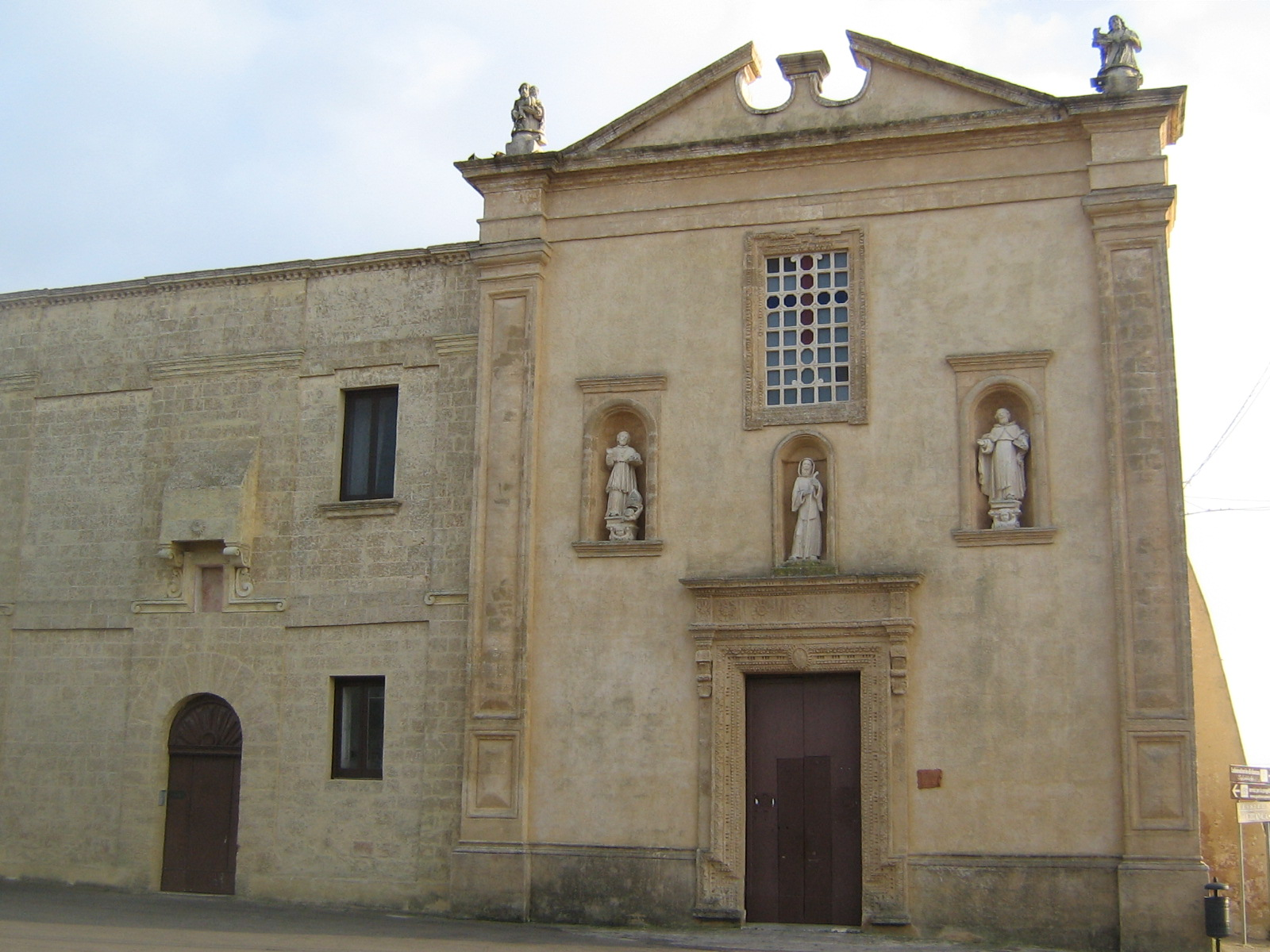

Acquarica del Capo · Alessano · Alezio · Alliste · Andrano · Aradeo · Arnesano · Bagnolo del Salento · Botrugno · Calimera · Campi Salentina · Cannole · Caprarica di Lecce · Carmiano · Carpignano Salentino · Casarano · Castri di Lecce · Castrignano de' Greci · Castrignano del Capo · Castro · Cavallino · Collepasso · Copertino · Corigliano d'Otranto · Corsano · Cursi · Cutrofiano · Diso · Gagliano del Capo · Galatina · Galatone · Gallipoli · Giuggianello · Giurdignano · Guagnano · Lecce · Lequile · Leverano · Lizzanello · Maglie · Martano · Martignano · Matino · Melendugno · Melissano · Melpignano · Miggiano · Minervino di Lecce · Monteroni di Lecce · Montesano Salentino · Morciano di Leuca · Muro Leccese · Nardò · Neviano · Nociglia · Novoli · Ortelle · Otranto · Palmariggi · Parabita · Patù · Poggiardo · Porto Cesareo · Presicce · Racale · Ruffano · Salice Salentino · Salve · San Cassiano · San Cesario di Lecce · San Donato di Lecce · San Pietro in Lama · Sanarica · Sannicola · Santa Cesarea Terme · Scorrano · Seclì · Sogliano Cavour · Soleto · Specchia · Spongano · Squinzano · Sternatia · Supersano · Surano · Surbo · Taurisano · Taviano · Tiggiano · Trepuzzi · Tricase · Tuglie · Ugento · Uggiano la Chiesa · Veglie · Vernole · Zollino
1. ↑  https://demo.istat.it/app/?i=P02.